# ヴィルヘルム6世 (ヘッセン＝カッセル方伯)
ヴィルヘルム6世（Wilhelm VI., 1629年5月23日 - 1663年7月16日）は、ヘッセン＝カッセル方伯（在位：1637年 - 1663年）。「正義伯」（ドイツ語：der Gerechte）と呼ばれる。ヴィルヘルム5世とその妻であったアマーリエ・エリーザベト（1602年 - 1651年、ハーナウ＝ミュンツェンベルク伯フィリップ・ルートヴィヒ2世の娘）の長男。

## 生涯
1629年5月29日にカッセルで生まれた。1637年に父の死去によって方伯位を嗣ぐが、幼少だったため1650年まで母のアマーリエ・エリーザベトが摂政を務めた。1604年に断絶したヘッセン＝マールブルク方伯領を巡るヘッセン＝カッセルとヘッセン＝ダルムシュタットの争いは1627年に一応の解決を見ていたが、彼女はこの帰属に不満を持ち、三十年戦争末期の1645年にヘッセン戦争を起こした。1648年まで続いたこの戦争により、ヘッセン＝カッセルはヘッセン＝ダルムシュタット方伯ゲオルク2世にヘッセン＝マールブルクの分割をやり直させることに成功した。1663年7月16日にカッセルで死去、長男のヴィルヘルム7世が方伯位を嗣いだ。

## 子女
1649年、ヴィルヘルム6世はブランデンブルク選帝侯ゲオルク・ヴィルヘルムの娘ヘートヴィヒ・ゾフィーと結婚し、間に3男4女の計7人の子女をもうけた。
- シャルロッテ・アマーリエ（1650年 - 1714年） - 1667年、デンマーク王クリスチャン5世と結婚
- ヴィルヘルム7世（1651年 - 1670年） - ヘッセン＝カッセル方伯
- ルイーゼ（1652年）
- カール（1654年 - 1730年） - ヘッセン＝カッセル方伯
- フィリップ（1655年 - 1721年） - ヘッセン＝フィリップスタール方伯
- ゲオルク（1658年 - 1675年）
- エリーザベト・ヘンリエッテ（1661年 - 1683年） - 1679年、プロイセン王フリードリヒ1世と結婚